# Universal Destinations & Experiences
Universal Destinations & Experiences, anteriormente Universal Parks & Resorts, también conocida como Universal Studios Theme Parks o únicamente Universal Theme Parks, es la unidad de parques temáticos de NBCUniversal, filial de Comcast. Esta unidad gestiona los parques temáticos y resorts propiedad de NBCUniversal alrededor del mundo. Tiene su sede en Orlando (Florida). 
Universal Parks & Resorts es conocido por sus parques temáticos, que se basan mayoritariamente en películas, series de televisión, caricaturas, historietas, videojuegos, música famosas que sean propiedad de  NBCUniversal, si bien también hay atracciones bajo licencia de otras compañías tales como The Wizarding World of Harry Potter de J.K. Rowling y Warner Bros. Discovery; The Simpsons Ride de 20th Century Studios y más recientemente Super Nintendo World de Nintendo. También se incluyen aquí su parque acuático Volcano Bay construido en 2017 y los parques que anteriormente pertenecieron a la compañía.
Sus inicios fueron como un atracción turística en la década de 1910 en Universal Studios Lot en Universal City, cerca de Los Ángeles, California. En 1964 se convirtió en Universal Studios Hollywood, donde los visitantes podrían mirar la producción de películas y programas de televisión Universal Pictures y ocasionalmente por otros, y subirse a atracciones con estas mismas temáticas. La popularidad de Universal Studios Hollywood llevó a Universal a construir Universal Studios Florida y posteriormente, otros parques alrededor del mundo.
En 2017, aproximadamente 49 458 000 visitantes visitaron los parques temáticos de Universal, lo que lo convierte en el tercer operador de parques temáticos más grande del mundo. Sus principales competidores son Disney Parks & Resorts, Six Flags, SeaWorld Parks & Entertainment y Merlin Entertainments. En agosto de 2020, un informe publicado por Deutsche Bank reveló que el parque temático Universal Orlando había superado a Disney World en asistencia total.

## Parques temáticos actuales

### Universal Studios Hollywood
Universal Studios Hollywood es el primer parque temático de Universal Studios, ubicado a un costado del estudio de cine de Universal Pictures. Abrió sus puertas como tal el 15 de julio de 1964, mucho después de que se originó en 1915 como un tour por los estudios de cine (llamado hoy en día Studio Tour), luego de que el fundador de Universal, Carl Laemmle, abriera Universal City, cerca de Los Ángeles, California. En mayo de 1993, Universal CityWalk abrió sus puertas en las afueras del parque, con 65 restaurantes, clubes nocturnos, tiendas, un cine y variados lugares de entretenimiento. Posee un terreno de aproximadamente 17 km² entre dentro y alrededor del área circundante de Universal City, incluido el parque temático y el estudio de cine adyacente.

### Universal Orlando Resort
Universal Orlando Resort es un complejo turístico que abrió al público el 7 de junio de 1990 en Orlando, Florida, con la apertura del parque temático Universal Studios Florida, que cuenta con áreas temáticas y atracciones basadas en la industria del cine de Universal y de otros estudios.
El 28 de mayo de 1999, Universal Orlando se amplió como resort, con la apertura del segundo parque temático Universal's Islands of Adventure, que posee islas temáticas con énfasis en las aventuras de diversos personajes en las atracciones. Simultáneamente, se agregó un Universal CityWalk para acomodar a los huéspedes dentro del complejo que conduce a los dos parques. También fueron agregados varios hoteles: El hotel Loews Portofino Bay Hotel at Universal Orlando Hotel abrió en septiembre de 1999, seguido por Hard Rock Hotel en diciembre de 2000, Loews Royal Pacific Resort en febrero de 2001, Cabana Bay Beach Resort el 31 de marzo de 2014, Loews Sapphire Falls Resort el 7 de julio de 2016, y Universal's Aventura Hotel el 16 de agosto de 2018.
En 1998, Universal Orlando adquirió el parque acuático Wet 'n Wild (fundado en 1977 por el fundador de SeaWorld, George Millay) y fue el parque acuático de la compañía hasta que cerró el 31 de diciembre de 2016, donde fue reemplazado por el parque acuático Volcano Bay, inaugurado el 25 de mayo de 2017. El nuevo parque acuático consta de 18 atracciones, incluidos toboganes, dos ríos lentos y paseos en balsa.
En agosto de 2019, Universal anunció su tercer parque temático llamado Epic Universe, que incluirá tierras de Super Nintendo World, Universal Monsters y DreamWorks Animation, entre otros, y está programado para abrir alrededor de 2024.

### Universal Studios Japan
Universal Studios Japan abrió el 31 de marzo de 2001 en el distrito de Konohana-ku de Osaka, Japón, y fue el primer parque temático de Universal Studios en abrir en Asia y fuera de Estados Unidos. El parque incorpora atracciones de Universal Orlando y Hollywood y cuenta con un distrito CityWalk, un centro comercial con varios hoteles de Universal y muchos restaurantes y tiendas. El parque temático ocupa un área de 108 acres y es el segundo parque de diversiones más visitado de Japón después de su rival Tokyo Disney Resort.

### Universal Studios Singapore
La construcción del parque de Singapur comenzó al interior de Resorts World Sentosa en Sentosa, Singapur el 19 de abril de 2008. Universal Studios Singapore recibió una apertura suave el 18 de marzo de 2010 y luego una más amplia el 28 de mayo de 2011. Fue el segundo Universal Studios en Asia y fuera de Estados Unidos. Al igual que otros parques temáticos de Universal, presenta atracciones de varios títulos de Universal y otras compañías de estudios. El terreno en el que se asienta actualmente tiene un tamaño de 20 hectáreas, que ocupa la parte más oriental de Resorts World Sentosa de 49 hectáreas, y se comercializa como un "parque temático único en su tipo en Asia". A diferencia de otros parques, no tiene Universal CityWalk ya que ya tiene un centro comercial y restaurantes adyacentes cerca del parque. A diferencia de otros parques temáticos de Universal, Universal Studios Singapore es propiedad de Genting Group bajo licencia de Universal Parks & Resorts.

### Universal Studios Beijng
Universal Studios Beijing Es un parque temático de Universal en Beijing con una construcción de aproximadamente 170 hectáreas de espacio verde. Su construcción empezó en 2014 y se terminó en mayo de 2021. El parque se sitúa a 23km lineáles y 25km en carretera al oeste del centro de Beijing. El resort cuenta con 2 hoteles lo cual uno se llama The Universal Studios Grand Hotel y el otro se llama NUO Resort Hotel. Como todos los parques de Universal, este tiene también un Universal CityWalk bastante grande y demasiado atractivo. En este extraordinario resort hay siete áreas temácticas. Esas áreas incluyen: Jurassic World Isla Nublar, Minion Land, Transformers Metrobase, The Wizarding World Of Harry Potter, Hollywood, Waterworld Y Kung Fu Panda Lands Of Awesomeness. También en el CityWalk está lleno de kioscos, restaurantes, tiendas de chocolates, carteras, indumentaria, ropa y mucho más.

## Parques temáticos futuros

### Universal Studios Beijing
Universal Beijing Resort es el próximo parque temático de Universal que abrirá en mayo de 2021en Beijing, China. Contará con atracciones y atracciones temáticas principalmente de películas, programas de televisión, animación y música de Universal, así como propiedades con licencia de otras compañías. El proyecto se anunció el 13 de octubre de 2014, con más de 50 mil millones de dólares invertidos en el proyecto. Será propiedad conjunta de Beijing Shouhuan Cultural Tourism Investment Co., Ltd. (BSH Investment), un consorcio de cuatro empresas estatales, y Universal Parks & Resorts. La construcción de la Fase 1 de Universal Beijing Resort se completó en abril de 2021. Está previsto que la Fase 2 de Universal Beijing Resort se inaugure en 2025.

### Universal Abu Dhabi Resort
Se ha previsto una posible apertura de un nuevo resort de Universal esta vez en Abu Dhabi. Se situará aproximadamente a 10km al noroeste de la Isla Yas en Abu Dhabi con un lote gigante de 3550 hectáreas. No se sabe si va a ser real pero es posible. Se ha pensado el inicio de la construcción en 2026 y terminará en 2029 o 2030 aproximadamente.

## Parques temáticos anteriores o cancelados
- Universal Studios Dubailand, en Dubái, Emiratos Árabes Unidos, sin construcción de 2009[15]
- Universal Studios Germany, en Krefeld, Alemania, cancelado[16]
- Universal Studios Korea, cancelado en 2017 por fracasos en la negociación[17] El proyecto en Asia se cambió más tarde a Universal Beijing Resort.
- Universal Studios Mediterránea, actualmente PortAventura World, vendidas sus acciones a La Caixa junto con Universal Studios Port Aventura y Costa Caribe.[18]
- Wet 'n' Wild, cerrado en 2016 para abrir Volcano Bay[19]